# الکساندر کوزیرین
الکساندر کوزیرین (اوکراینی: Олександр Михайлович Косирін؛ زادهٔ ۱۸ ژوئن ۱۹۷۷) بازیکن فوتبال اهل اوکراین است.
از باشگاه‌هایی که در آن بازی کرده‌است می‌توان به باشگاه فوتبال آرسنال کی‌یف، باشگاه فوتبال چورنومورتس اودسا، باشگاه فوتبال متالوره دونتسک، باشگاه فوتبال دینامو کیف، باشگاه فوتبال مکابی تل‌آویو،اشاره کرد.
وی همچنین در تیم‌های ملی فوتبال Ukraine (U-21) و اوکراین بازی کرده‌است.